# Campeonato Pan-Americano de Clubes de Handebol Masculino
O Campeonato Pan-Americano de Clubes de Handebol Masculino é uma competição continental promovida pela Federação Pan-Americana de Handebol desde 2007. O torneio reúne clubes da América do Sul e América do Norte, sediados no Brasil, Argentina, Uruguai, Paraguai, Chile e Estados Unidos participam das edições do torneio.
O campeão também garante classificação ao Super Globe, Campeonato Mundial de Clubes de Handebol, promovido pela Federação Internacional de Handebol e que reúne os campeões continentais e clubes convidados do país-sede.
O atual campeão é o Taubaté, que conquistou o quarto título na edição de 2016. A equipe é a maior vencedora da competição.

## História
A competição teve a sua primeira edição no ano de 2007, quando a Metodista/São Bernardo foi a campeã. Ao todo, o campeonato foi realizado nove vezes, de forma consecutiva, exceto no ano de 2010.
Até a edição de 2015, o Brasil foi sede do torneio. Em 2016 ela foi realizada pela primeira vez na Argentina, sendo que a capital argentina receberá a competição novamente.

## Resultados
| Ano           | Sede         | Final                  | Final       | Final                                           | Decisão 3º lugar       | Decisão 3º lugar | Decisão 3º lugar        |
| Ano           | Sede         | Campeão                | Placar      | Vice-campeão                                    | 3º lugar               | Placar           | 4º lugar                |
| ------------- | ------------ | ---------------------- | ----------- | ----------------------------------------------- | ---------------------- | ---------------- | ----------------------- |
| 2007 Detalhes | São Bernardo | Metodista São Bernardo | Round robin | Londrina                                        | River Plate            | Round robin      | Colegio Alemán          |
| 2008 Detalhes | Londrina     | Metodista São Bernardo | Round robin | Londrina                                        | Pinheiros              | Round robin      | Colegio Ward            |
| 2009 Detalhes | Londrina     | Londrina               | Round robin | Metodista São Bernardo                          | SAG Los Polvorines     | Round robin      | River Plate             |
| 2011 Detalhes | São Bernardo | Pinheiros              | 33-22       | Londrina                                        | River Plate            | 30-27            | Metodista São Bernardo  |
| 2012 Detalhes | Londrina     | Metodista São Bernardo | 27-22       | Pinheiros                                       | River Plate            | 26-19            | A.A. Quilmes            |
| 2013 Detalhes | Taubaté      | Taubaté                | 25-23       | Pinheiros                                       | Metodista São Bernardo | 28-23            | River Plate             |
| 2014 Detalhes | Taubaté      | Taubaté                | Round robin | Pinheiros                                       | Colegio Ward           | Round robin      | SAG Villa Ballester     |
| 2015 Detalhes | Taubaté      | Taubaté                | Round robin | Pinheiros                                       | River Plate            | Round robin      | SAG Villa Ballester     |
| 2016 Detalhes | Buenos Aires | Taubaté                | 28-23       | Pinheiros                                       | SAG Villa Ballester    | 33-27            | River Plate             |
| 2017 Detalhes | Buenos Aires | Pinheiros              | Round robin | Taubaté                                         | UNLu                   | Round robin      | SAG Villa Ballester     |
| 2018          | Taubaté      | Taubaté                | 26-18       | Sociedad Alemana de Gimnasia de Villa Ballester | Pinheiros              | 33-22            | Club Ferro Carril Oeste |